# Pierre Payssé
Pierre Edmond Payssé (Franciaország, Párizs, 1873. november 21. – Párizs, 1938. december 5.) francia tornász.
Indult a párizsi 1900. évi nyári olimpiai játékokon tornában. Ezen az olimpián csak egy versenyszám volt, az egyéni összetett. A 4. helyen végzett. Az 1904. évi nyári olimpiai játékokra nem utazott el az Amerikai Egyesült Államokba St. Louisba. Utolsó olimpiája az 1906. évi nyári olimpiai játékokon volt. Ezt utólag az Nemzetközi Olimpiai Bizottság nem hivatalossá nyilvánította. Tornában a egyéni összetett 5 szeren és egyéni összetett 6 szeren versenyszámokban indult. Mind a kettőben aranyérmes lett.
Klubcsapata a párizsi Société de Gymnastique En Avant volt.